# کوک توب
کوک توب (به قزاقی: Kok Tobe) یک منطقهٔ مسکونی در قزاقستان است که در آلماتی واقع شده‌است. کوک توب ۱٬۱۰۰ متر بالاتر از سطح دریا واقع شده‌است.